# Liu Xuqing
Dans ce nom chinois, le nom de famille, Liu, précède le nom personnel.
Liu Xuqing (Chine, 15 août 1968) est une joueuse de softball chinoise. En 1996, elle remporte une médaille d'argent en softball aux Jeux olympiques d'Atlanta avec l'équipe chinoise de softball.